# Condado de Powhatan
O Condado de Powhatan é um dos 95 condados do estado americano de Virgínia. A sede do condado é Powhatan, e sua maior cidade é Powhatan. O condado possui uma área de 680 km² (dos quais 3 km² estão cobertos por água), uma população de 22 377 habitantes, e uma densidade populacional de 33 hab/km² (segundo o censo nacional de 2000). O condado foi fundado em 1777. O condado faz parte da região metropolitana de Richmond.